# Kimberly Kane

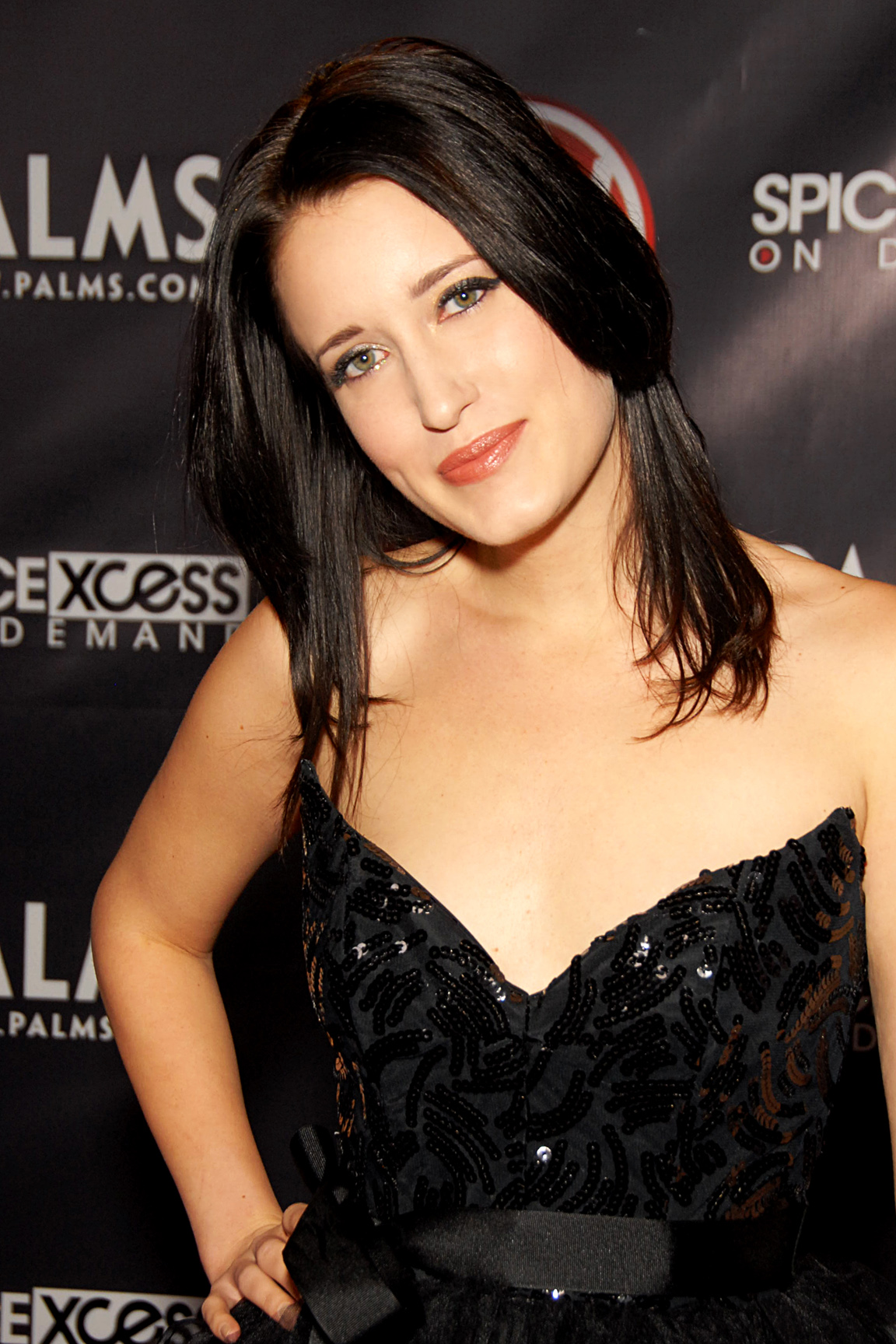
Kimberly Kane bei den AVN Awards (2010)

Kimberly Kane (* 28. August 1983 als Jamielynn Cowart in Tacoma, Washington) ist eine US-amerikanische Pornodarstellerin und -regisseurin.

## Leben und Karriere
Kane wuchs in der Nähe der Branche auf, ihre Mutter war eine Hardcoreproduzentin und Striptease-Tänzerin.
Sie drehte ihren ersten Hardcorefilm mit dem Titel Troubled Teens im August 2003. Sie spielt in zirka 420 Filmen, unter anderen in The Visitors.
Nachdem sie als Co-Regisseurin mit Jack the Zipper bei den Dreharbeiten zum Film Naked and Famous! gearbeitet hatte, entschloss sie sich zu ihrem Regie-Debüt und drehte ihren ersten Film im Jahr 2006 mit dem Titel Triple Ecstasy, einem Alt-Porn-Film produziert von Vivid Entertainment Group. Kane wurde bei den AVN Awards 2006 und 2008 jeweils in der Kategorie „Best Director – Non-Feature“ für ihre Werke Naked and Famous und Morphine nominiert. 2010 wurde sie als Hauptdarstellerin in The Sex Files – A Dark XXX Parody mit dem AVN Award, dem XRCO Award und dem XBIZ Award ausgezeichnet.

## Auszeichnungen

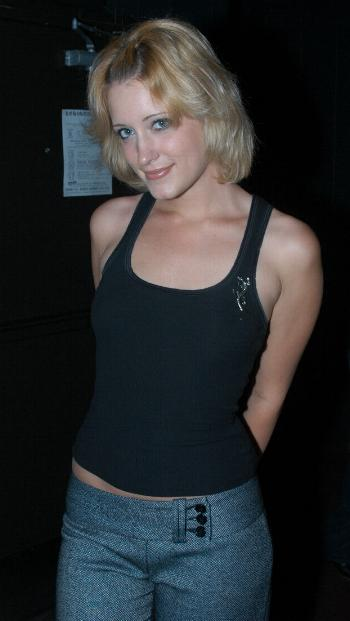
Kimberly Kane (2007)

- 2006: AVN Award – Best Group Sex Scene (Video) – Squealer (mit Audrey Hollander, Smokie Flame, Otto Bauer, Scott Lyons, Kris Slater, Jassie und Scott Nails)[4]
- 2006: AVN Award – Best Oral Sex Scene (Video) – Squealer (mit Jassie, Scott Nails, Scott Lyons und Kris Slater)[4]
- 2009: AVN Award – Best All-Girl 3-Way Sex Scene – Belladonna’s Girl Train (mit Belladonna und Aiden Starr)[5]
- 2010: AVN Award – Best Actress (in The Sex Files – A Dark XXX Parody)
- 2010: XRCO Award – Best Single Performance – Actress (in The Sex Files – A Dark XXX Parody)
- 2010: XBIZ Award – Acting Performance (Female) (in The Sex Files: A Dark XXX Parody)
- 2011: AVN Award – Best Three-Way Sex Scene (G/G/B) – The Condemned (mit Krissy Lynn und Mr. Pete)
- 2011: XRCO Award – Best Actress
- 2011: Feminist Porn Award – Honourable Mention – My Own Maste
- 2016: Aufnahme in die AVN Hall of Fame[6][7]
- 2016: XBIZ Award – Best Sex Scene – Parody Release – Wonder Woman XXX: An Axel Braun Parody (mit Ryan Driller)

## Filmografie (Auswahl)
als Darstellerin:
- 2004: No Man’s Land 39
- 2005: Squealer
- 2006: The Rebelle Rousers
- 2007: Young Hollywood
- 2007: Diary of a Nanny 2
- 2008: Evil Pink 4
- 2009: The Sex Files: A Dark XXX Parody (Porno-Parodie von Akte X)
- 2010: The Big Lebowski: A XXX Parody (Porno-Parodie vom Film The Big Lebowski)
- 2010: Batman XXX: A Porn Parody
- 2010: The Condemned
- 2010: CFNM Secret 5
- 2011: Bush
- 2011: Rezervoir Doggs
- 2011: Star Trek: The Next Generation – A XXX Parody
- 2011: Horizon
- 2012: Star Wars XXX: A Porn Parody
- 2012: Official Hangover Parody
- 2012: This Ain’t The Expendables XXX
- 2013: Thor XXX: An Axel Braun XXX Parody
- 2013: Man of Steel XXX: An Axel Braun Parody
- 2013: White Mommas 4
- 2014: Yoga Girls 2
- 2014: Sisters of Anarchy
- 2015: Wonder Woman XXX: An Axel Braun Parody
- Barely Legal 45 & 50

als Regisseurin:
- 2006: Naked and Famous
- 2007: Triple Ecstasy
- 2008: Morphine
- 2008: Live in my Secrets